# Maquira
Genre
Maquira est un genre de plantes à fleurs de la famille des Moraceae, comprenant de 4 à 6 espèces. Ce sont des arbres néotropicaux. L'espèce type est Maquira guianensis Aubl..

## Description
Le genre Maquira rassemble des arbres, dioïques ou monoïques. 
Les feuilles sont simples, alternes, distiques sur les branches latérales.
Les stipules sont amplexicaules, libres.
Le limbe est entier, pennatinervé.
Les inflorescences sont unisexuées, capitées, discoïdes, involucrées, et naissent sur des "éperons" à l'aisselle des feuilles.
Les inflorescences staminées (mâles) sont plusieurs pédonculées ensemble pour la plupart.
Les fleurs peuvent être quelques-unes ou nombreuses.
Le périanthe comporte quatre lobes ou quatre parties.
On compte (3-)4 étamines.
Il n'y a pas de pistillode.
Les inflorescences pistillées (femelles) sont principalement solitaires, subsessiles ou pédonculées.
Les fleurs peuvent être nombreuses et libres, ou quelques-unes et connées, ou solitaires.
Le périanthe est 4-lobé à 4-fide.
L'ovaire est adné au périanthe, avec 2 stigmates en forme de langue.
Lors de la maturation, le périanthe fructifère grossit, devient charnu, et orange.
Le fruit adné au périanthe contient une grosse graine, dépourvue d'endosperme, et avec des cotylédons épais et égaux.

## Liste d'espèces
Selon GBIF (26 janvier 2022) :
- Maquira calophylla
- Maquira coriacea
- Maquira guianensis
- Maquira sclerophylla

Selon The Plant List (26 janvier 2022) :
- Maquira calophylla (Poepp. & Endl.) C.C.Berg
- Maquira coriacea (H.Karst.) C.C.Berg
- Maquira guianensis Aubl.
- Maquira sclerophylla (Ducke) C.C.Berg

Selon Tropicos (26 janvier 2022) (Attention liste brute contenant possiblement des synonymes) :
- Maquira calophylla (Poepp. & Endl.) C.C. Berg, 1969
- Maquira coriacea (H. Karst.) C.C. Berg, 1969
- Maquira costaricana (Standl.) C.C. Berg, 1969
- Maquira granatensis Baill., 1875
- Maquira guianensis Aubl., 1775
- Maquira sclerophylla (Ducke) C.C. Berg, 1969